# Religioni in Bolivia
Il cristianesimo è la religione più diffusa in Bolivia. A partire dal censimento del 2012 è stata abolita la domanda sull'appartenenza religiosa della popolazione, che viene determinata con stime e indagini condotte da varie organizzazioni. Secondo una stima del Pew Research Center del 2010, i cristiani sono il 93,9% della popolazione; il 2% della popolazione segue altre religioni e il 4,1% circa della popolazione non segue alcuna religione. Una stima dell'Association of Religion Data Archives (ARDA) riferita al 2015 dà i cristiani al 92,8% circa della popolazione, coloro che seguono altre religioni al 5,2% circa della popolazione e coloro che non seguono alcuna religione al 2 % circa della popolazione.

## Religioni presenti

### Cristianesimo
Secondo la stima del Pew Research Center del 2010, i cattolici rappresentano il 79% della popolazione, i protestanti il 13,7% e i cristiani di altre denominazioni l'1,2% della popolazione, mentre gli ortodossi rappresentano meno dello 0,1% della popolazione. Secondo la stima dell'ARDA del 2015, i cattolici rappresentano il 73,4% della popolazione, i protestanti e i cristiani di altre denominazioni il 19,8% della popolazione e gli ortodossi meno dello 0,1% della popolazione.
La Chiesa cattolica in Bolivia è organizzata con 4 sedi metropolitane, 6 diocesi suffraganee, 5 vicariati apostolici, 2 prelature territoriali e un ordinariato militare. 
I maggiori gruppi protestanti presenti in Bolivia sono i mennoniti, i metodisti, gli anglicani, i pentecostali e gli avventisti del settimo giorno.
Fra i cristiani di altre denominazioni vi sono i Testimoni di Geova e la Chiesa di Gesù Cristo dei Santi degli Ultimi Giorni (i Mormoni).

### Altre religioni
Tra le religioni non cristiane, in Bolivia sono presenti il bahaismo, l'islam e l'ebraismo; vi sono anche piccoli gruppi di seguaci del buddhismo, dell'induismo, della religione tradizionale cinese e dei nuovi movimenti religiosi.